# Pavol Ján Kuna
Brig. gen. Pavol Ján Kuna (18. ledna 1895 Vrbica – 4. května 1982 Levoča) byl československý legionář, generál a účastník Slovenského národního povstání.

## Život

### Před první světovou válkou
Pavol Ján Kuna se narodil 18. ledna 1895 ve Vrbici, vsi, která byla následně zatopena Liptovskou Marou. Byl synem živnostníka Pavola Kuny a Zuzany, rozené Benkové. Měšťanskou školu vychodil v Liptovském Svatém Mikuláši, mezi lety 1910 a 1914 studoval na vyšší obchodní škole v Kežmarku. Do roku 1915 pracoval jako bankovní úředník v Ružomberku.

### První světová válka
Do c. a k. armády byl Pavol Ján Kuna povolán v polovině roku 1915 a to do Košic, kde rovněž absolvoval školu pro důstojníky pěchoty v záloze. V lednu 1916 byl odeslán na ruskou frontu, kde 13. června téhož roku padl do zajetí. Byl internován v několika zajateckých táborech a 7. září 1917 se přihlásil do Československých legií, kam byl přijat 1. října. Absolvoval Sibiřskou anabázi, během které velel postupně četě a poté rotě a zúčastnil se bojů o Spasskoje a Kaul. Hodnostně i kariérně stoupal a postupně působil u štábu československého armádního sboru a štábu vojenské části dálného východu ve Vladivostoku. Do Československa se vrátil 23. července 1920 v hodnosti kapitána.

### Mezi světovými válkami
Po návratu do Československa zůstal Pavol Ján Kuna v armádní službě a zpočátku působil na několika funkcích v Košicích. Mezi lety 1921 a 1921 sloužil převážně na postu velitele roty střídavě v Košicích a Levoči, třikrát i jako velitel poddůstojnické školy. Mezi únorem a zářím 1931 vyučoval maďarštinu a pěší výcvik na Vojenské akademii v Hranicích, poté se opět vrátil do Levoče, kde se do roku 1939 vypracoval na velitele praporu. Od ledna do března 1939 byl přidělen jako instruktor branné výchovy a zástupce československé vojenské správy na hlavním velitelství Hlinkovy gardy v Bratislavě.

### Druhá světová válka

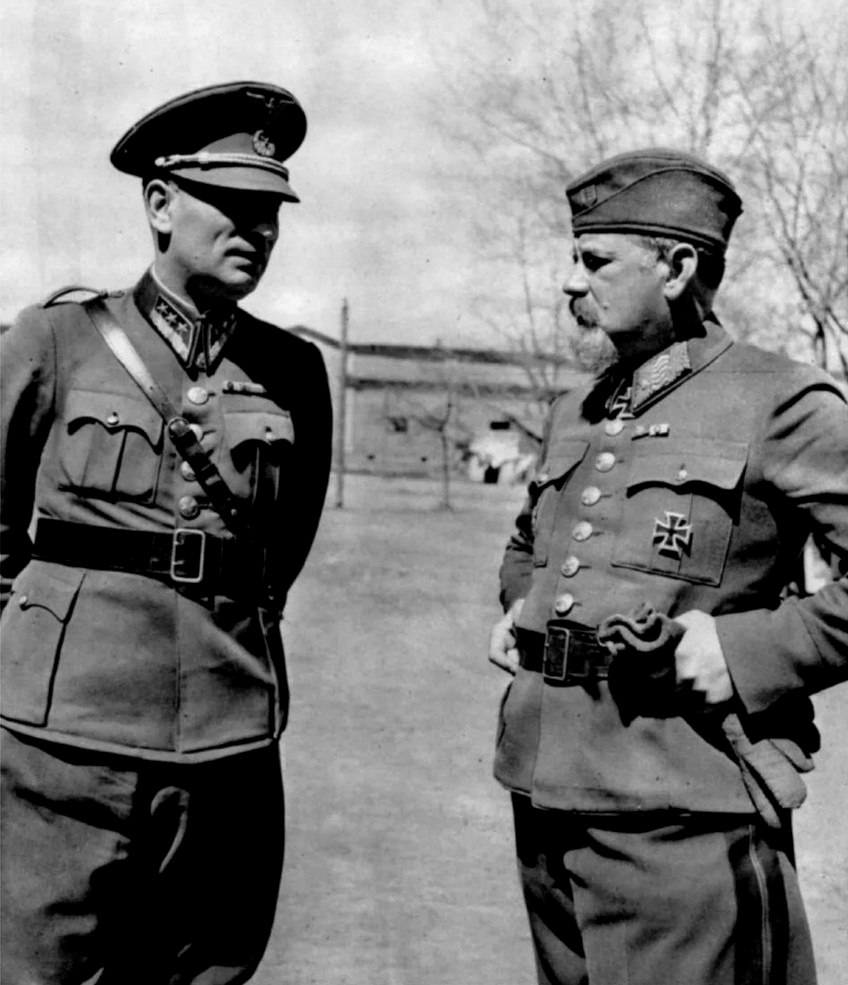
Pavol Ján Kuna v rozhovoru s generálem Augustínem Malárem

#### Slovenská armáda
Po rozbití Československa v březnu 1939 přešel Pavol Ján Kuna do nově vzniklé slovenské armády a stal se velitelem 11. divize ve Spišské Nové Vsi. Jako velitel tzv. Spišskonovoveské skupiny se zúčastnil tzv. Malé války proti Maďarsku. Od května 1939 do září 1940 velel pěšímu pluku 1 v Levoči. Během napadení Polska v září 1939 velel tzv. Podtatranské skupině, která zaujala krytí severní hranice mezi Vysokými Tatrami a Starou Ľubovňou. Po reorganizaci armády byl k 1. říjnu 1940 převelen do Bratislavy, kde zastával post velitele pěšího pluku 1 a zároveň velitele bratislavské posádky. Po zahájení Operace Barbarossa se mezi červnem a srpnem 1941 nacházel se svým plukem v Haliči, poté se vrátil na své původní místo v Bratislavě. Mezi listopadem 1941 a srpnem 1942 absolvoval turnus na východní frontě jako velitel zajišťovací divize v Žitomiru, poté se opět vrátil do svého původního zařazení. Druhý turnus absolvoval mezi dubnem a červnem 1943, kdy velel Rychlé divizi na území Krymu, po návratu musel podstoupit léčbu v bratislavské vojenské nemocnici. Od října 1943 do ledna 1944 působil v Prešově, následně jako velitel vojenské správy Ministerstva národní obrany v Bratislavě, od května 1944 evakuované do Trenčianských Teplic.

#### Slovenské národní povstání
Pavol Ján Kuna se stal jednou z klíčových osobností příprav Slovenského národního povstání. Měl na starosti materiální zásobování slovenské armády, což mu jednak umožňovalo nerušený pohyb a zároveň dávalo možnost předisponovávat vojenský materiál na střední Slovensko (celkem se jednalo asi o 300 vagónů výzbroje a dalšího vojenského materiálu). Po jeho vypuknutí se stal velitelem Obranné oblasti 1, která zaujímala asi dvě třetiny povstaleckého území. Po reorganizaci velení se stal 10. září 1944 velitelem III. taktické skupiny bránící povstalecké území ze západu a jihozápadu. Od 24. října téhož roku velel IV. taktické skupině bránící severozápadní přístupy k Banské Bystrici. Po porážce povstání se ukrýval na několika místech, v lednu 1945 se přidal k partyzánskému oddílu Jaromov operujícímu u Podbanského. Po přechodu fronty a vstupu do 1. československého armádního sboru byl ustanoven velitelem 4. československé samostatné brigády, se kterou se zúčastnil osvobozování Liptovského Mikuláše, Ružomberku a obce Podhradie. Ve druhé polovině dubna 1945 byl převelen do štábní roty Ministerstva národní obrany v Košicích a pověřen funkcí přednosty I./3. oddělení. Po osvobození Prahy se přesunul do ní.

### Po druhé světové válce
Dne 20. října 1945 byl Pavol Ján Kuna jmenován dočasným velitelem VIII. sboru v Banské Bystrici, od dubna 1946 do září 1947 byl přidělen k jednotce Ocel operující proti banderovcům. V únoru 1947 byl povýšen do hodnosti brigádního generála a od září téhož roku opět velel VIII. sboru. V prosinci 1947 byl nucen odejít na dovolenou a k 1. dubnu 1948 byl přeložen do výslužby. Na podzim téhož roku byl vyšetřován za údajné zločiny spáchané během jeho působení v řadách slovenské armády na území Sovětského svazu, byl však soudně osvobozen. V dubnu 1950 byl komunistickou mocí degradován na vojína, v roce 1953 mu byl snížen důchod a tak mezi lety 1954 a 1968 pracoval jako účetní v komunálních službách v Levoči. Zde i 4. května 1982 zemřel. Hodnost mu byla in memoriam vrácena v roce 1991.

## Vyznamenání
- 1923 Československá medaile Vítězství
- 1923 Československý válečný kříž 1914–1918
- 1930 Československá revoluční medaile
- 1940 Pamětní medaile Za obranu Slovenska v březnu 1939
- Vyznamenání Za hrdinství III. stupně
- 1941 Kříž světové války VI. stupně
- 1942 Válečný vítězný kříž III. stupně
- Záslužný řád Německého orla 3. stupně
- Řád rumunské hvězdy 3. třídy
- Řád koruny krále Zvonimira 1. stupně s meči
- 1945 Československý válečný kříž 1939
- Řád Slovenského národního povstání I. třídy
- Pamětní medaile československé armády v zahraničí
- Medaile za vítězství nad Německem ve Velké vlastenecké válce 1941–1945
- 1945 Československá medaile za zásluhy I. st.
- Diplomový odznak Krále Karla IV. I. třídy
- Štefánikova pamětní medaile
- Pamětní medaile k 20. výročí Slovenského národního povstání